# Telêmaco Borba (ort)
Telêmaco Borba är en ort i Brasilien.   Den ligger i kommunen Telêmaco Borba och delstaten Paraná, i den södra delen av landet, 1 000 km söder om huvudstaden Brasília. Telêmaco Borba ligger 736 meter över havet och antalet invånare är 58 880.
Terrängen runt Telêmaco Borba är platt. Det finns inga andra samhällen i närheten.
I omgivningarna runt Telêmaco Borba växer i huvudsak städsegrön lövskog. Runt Telêmaco Borba är det ganska glesbefolkat, med 50 invånare per kvadratkilometer.